# Andreas Heraf
Andreas Heraf (Vienna, 10 settembre 1967) è un allenatore di calcio ed ex calciatore austriaco, di ruolo centrocampista, tecnico dell'Austria Lustenau.

## Palmarès

### Calciatore

#### Competizioni nazionali
- Campionato austriaco: 3

Rapid Vienna: 1986-1987, 1987-1988, 1995-1996
- Coppa d'Austria: 1

Rapid Vienna: 1986-1987
Kärnten: 2000-2001
- Supercoppa d'Austria: 2

Rapid Vienna: 1986, 1987
- Erste Liga: 1

Kärnten: 2000-2001

#### Competizioni internazionali
- Coppa Piano Karl Rappan: 2

First Vienna: 1988, 1990